# José de Sousa Bettencourt
José de Sousa Bettencourt Toledo,  Santo Amaro, ilha de São Jorge 1800 – ?) foi produtor Agrícola em terras próprias e militar do exército português na especialidade de infantaria.

## Biografia
Prestou serviço no exército português, no Regimento de Guarnição nº 1, aquartelado na Fortaleza de São João Baptista, no Monte Brasil, junto à cidade de Angra do Heroísmo.
Foi um médio detentor de terras nas fajãs da costa Norte da ilha de São Jorge, nomeadamente na fajã de Vasco Martins, Fajã Rasa, e Fajã de Manuel Teixeira, onde produzia vinho de várias castas, particularmente da casta conhecida regionalmente, como “Vinho de cheiro”, que era vendido principalmente na vila das Velas. 

## Relações familiares
Foi filho de Manuel Gonçalves e de D. Ana da Conceição. Casou com D. Isabel Inácia de Bettencourt (Norte Grande, Velas, ilha de  São Jorge - ?). Foi filha de André Pereira e de D. Mariana Machado, de quem teve quatro filhos:
1. António Teixeira Soares, casou com D. Ana Victorina do Coração de Jesus (7 de Abril de 1827 -?)
2. Ana Isabel de Bettencourt (Toledo,  Santo Amaro, ilha de São Jorge 5 de Dezembro de 1828 -?) casou com Manuel de Oliveira Bettencourt Soares em 28 de Junho de 1852.
3. Manuel (22 de Julho de 1814 -?).
4. Francisco (9 de Outubro de 1816 -?).
5. José (4 de Setembro de 1818 – 19 de Janeiro de 1838).
6. João (25 de Janeiro de 1820 -?).